# Мария Прусская (1579—1649)
Мария Прусская (нем. Marie von Preußen; 23 января 1579, Кёнигсберг — 11 февраля 1649, Байройт) — принцесса Прусская, в замужестве маркграфиня Бранденбург-Байрейтская.

## Биография
Мария — вторая дочь герцога Прусского Альбрехта Фридриха и его супруги Марии Элеоноры Юлих-Клеве-Бергской, дочери герцога Вильгельма Богатого. Принцесса вместе с сёстрами выросла в Кёнигсбергском замке.
29 апреля 1604 года в крепости Плассенбург Мария вышла замуж за Кристиана Бранденбург-Байрейтского. Поскольку у её отца не было наследников мужского пола, по поводу наследства Марии в Пруссии и Юлих-Клеве-Берге возник конфликт. В 1613 году Мария приобрела рыцарские поместья Шрец и Кульмбах. Доходы от них Мария использовала на обустройство своих вдовьих владений в Нижнем Шреце. Однако эти владения были утрачены во время Тридцатилетней войны. Мария похоронена в городской церкви Байрейта.

## Потомки
- Елизавета Элеонора (1606)
- Георг Фридрих (1608)
- Анна Мария (1609—1680), замужем за князем Иоганном Антоном I Эггенбергом (1610—1649)
- Магдалена Сибилла (1612—1687), замужем за курфюрстом Саксонии Иоганном Георгом II (1613—1680)
- Агнесса София (1611)
- Кристиан Эрнст (1613—1614)
- Эрдман Август (1615—1651), наследный принц Бранденбург-Байрейтский, женат на принцессе Софии Бранденбург-Ансбахской (1614—1646)
- Георг Альбрехт (1619—1666), неправивший маркграф Бранденбург-Кульмбахский, женат на принцессе Марии Елизавете Гольштейн-Зондербург-Глюксбургской (1628—1664), затем на графине Софии Марии Сольмс-Барутской (1626—1688)
- Фридрих Вильгельм (1620)